# Лугове (Лозівський район)
Лугове́ — село в Україні, у Близнюківській селищній громаді Лозівського району Харківської області. Населення становить 87 осіб. До 2020 орган місцевого самоврядування — Башилівська сільська рада.

## Географія
Село Лугове знаходиться на лівому березі річки Самара, на протилежному березі велика кількість озер і боліт. За 1 км на схід знаходиться село Башилівка.

## Історія
- 1922 - дата заснування.

12 червня 2020 року, відповідно до Розпорядження Кабінету Міністрів України № 725-р «Про визначення адміністративних центрів та затвердження територій територіальних громад Харківської області», увійшло до складу Близнюківської селищної громади.
19 липня 2020 року, в результаті адміністративно-територіальної реформи та ліквідації Близнюківського району, увійшло до складу Лозівського району Харківської області.

## Економіка
- В селі раніше була молочно-товарна і птахо-товарна ферми.